# 卡路士·凱撒
卡路士·軒歷基·拉波索（Carlos Henrique Raposo，1963年4月2日—）又名卡路士·凱撒（Carlos Kaiser），是一名已退役的巴西足球員。作為前鋒，他知名於在十多年的職業生涯中僅參與過數十場賽事，其中未曾於正式比賽上陣過，也沒有任何入球進帳，卻加盟過多支巴西豪門，而被稱為「騙徒」。

## 生涯

### 早期
卡路士年青時因樣似德國名宿碧根鮑華而被稱為「凱撒」。同時，他在保地花高展開其足球生涯。1973年，他轉投法林明高。1979年，他在法林明高接受訓練期間得到普埃布拉的球探賞識，因而簽下職業合同，並加盟了這支墨西哥球隊。然而，他在幾個月後，且未替球隊踢過任何一場比賽的情況下就被解約離隊。

### 職業生涯
墨西哥之行令卡路士明白到自己的能力難以成為職業足球員。可是，由於他想繼續當足球員，於是他決定施展騙術延續其球員生涯。為此，他結識多名當時的球星，比如卡路士·阿爾拔圖和列卡度·洛查，使他建立了一個龐大的人際網絡。在這些球星的引薦下，他成功返回其母會保地花高。然而，除體型出眾外，卡路士明白其球技和體力平庸，為避把這些缺點暴露出來，他在練習時裝作受傷。之後，他轉投法林明高，並重施故技，再一次於訓練時裝作受傷。
不久後，卡路士在阿根廷球星豪爾赫·布魯查加友人聲稱卡路士先後加盟泰拿尼斯和獨立隊，並協助球隊贏得1984年的南美自由盃和洲際盃。1986年，他在這名朋友的推薦下加入法乙球隊阿些斯奧加澤萊克。在一場公開練習中，為防於支持者面前露餡，他把皮球一一踢向看台，把球送給進場的球迷，又親吻球衣上的隊章以示對球隊的熱愛。翌年，卡路士返回巴西，在友人的推薦信下他成為班古體育會一員。在信中，友人聲稱卡路士曾效力阿些斯奧加澤萊克8年，並且是球隊的主力射手。在加盟班古體育會不久後，卡路士又再次裝作受傷。在一場比賽中，他原定只需坐在後備席上待到完場。然而，當球隊落後至2-0時，領隊打算安排他上陣。為免出醜，他特意在入替前走到看台前與對手的支持者發生衝突，結果他在還未上場就被球證出示紅牌。中場休息時，班古體育會的金主卡斯托氣沖沖走到休息室打算找卡路士算帳，但當卡斯托還沒開口時卡路士搶著解釋對方球迷稱球隊主席為小偷，使其怒不可遏才與對方大打出手，這令他不只得到一份新的合同，而且工資翻倍。
隨後，卡路士加盟另一支巴西豪門富明尼斯。在這兒，他又再詐傷，並宣稱有球隊對他有興趣。此後，他先後加盟華斯高、美國球隊艾爾帕索、美洲隊和里約熱內盧地方球隊古亞蘭尼。最終，卡路士於39歲時退役，並在里約當女子健美教練。

## 資料來源
1. ↑  . sohu.com. 2017-04-07  [2017-06-03]. （原始内容存档于2017-06-03）.
2. 1 2 3 4  . globo.com. 2017-05-08  [2017-06-03]. （原始内容存档于2018-04-10）.
3. ↑  . globo.com. 2017-05-08  [2017-06-03]. （原始内容存档于2018-03-25）.
4. 1 2 3  . maisfutebol.iol.pt. 2011-06-08  [2017-06-03]. （原始内容存档于2017-06-01）.